# Luis González de Ubieta
Luis González de Ubieta y González del Campillo (León (España), 18 de noviembre de 1899-Bocas de Ceniza, Colombia, 30 de diciembre de 1950) fue un militar español, condecorado en varias ocasiones y que durante la guerra civil española prestó sus servicios en el bando republicano.

## Biografía
Luis González de Ubieta nació en León (España) el 18 de noviembre de 1899 en el seno de una extensa y acomodada familia de Gordejuela. Hijo de Juan Daniel González de Ubieta y Ubieta, ingeniero de montes, y Matilde González del Campillo. Su hermano Álvaro González de Ubieta fue ingeniero artillero superior, también al servicio de la Marina. La quinta hermana de ambos, Carmen González de Ubieta, es tía abuela de Joaquín Almunia, político del PSOE que fue candidato a la presidencia del gobierno de España en el año 2000.

### Carrera militar
Ingresó en la Escuela Naval en 1917 a la edad de 18 años. En 1922 es ascendido a alférez de fragata. Durante la guerra del Rif fue comandante segundo del guardacostas Uad-Martín. Gracias a los servicios prestados y al valor demostrado recibió la cruz de primera clase de la Real y Militar Orden de María Cristina.
En 1931 firmó, junto a Ramón Franco Bahamonde y Ricardo Burguete Reparaz (ambos militares de carrera y condecorados como él) un manifiesto crítico con el Gobierno Provisional republicano de Niceto Alcalá-Zamora, al que acusaban de no haber cumplido con los compromisos contraídos con el pueblo y estar en manos de los monárquicos, mostrando de forma temprana su afiliación al movimiento republicano, en el que militará hasta el final de sus días.

### Guerra civil española
Al inicio de la guerra civil española en julio de 1936 era capitán de corbeta, y mandaba el "Ártabro", un buque de investigación oceanográfica fondeado en Cartagena (Murcia). El 19 de julio se hace cargo en Cartagena del destructor José Luis Díez (JD), partiendo con él con rumbo a Alicante para sofocar la sublevación en dicha ciudad. En el mes de septiembre está ya al frente del crucero Miguel de Cervantes, con el que participa en la expedición al Mar Cantábrico (septiembre y octubre de 1936).
En junio de 1937 es nombrado Jefe del Estado Mayor de la Marina y, meses más tarde, el 27 de octubre es nombrado Jefe de la Flota. Bajo su mando, la Marina republicana se centra en la protección del tráfico marítimo con rumbo a los puertos republicanos y en el entrenamiento de las dotaciones de sus barcos. También bajo su mando tuvo lugar la Batalla del Cabo de Palos, el 6 de marzo de 1938, en donde la Flota republicana, en un combate nocturno, consiguió hundir con torpedos al crucero Baleares. Por esta victoria, le fue concedida la Placa Laureada de Madrid.
El 8 de enero de 1939 deja la jefatura de la Flota, y pasó a mandar la Base Naval de Mahón y todas las fuerzas de la isla de Menorca. El 8 de febrero de 1939, ante la inminente derrota y bajo fuertes presiones dentro de los republicanos de la isla, rindió Menorca a los rebeldes.

### La rendición de Menorca
El 7 de febrero de 1939 el crucero británico Devonshire fondeó en la bahía de Mahón con orden de no intervenir en la contienda. El comandante de este buque, Muirhead-Gould, llevaba a bordo a un alto representante del bando nacional, Fernando Sartorius y Díaz de Mendoza (Conde de San Luis) que tenía como misión lograr que González de Ubieta rindiera la isla para evitar un derramamiento de sangre innecesario. Las negociaciones fueron tensas y el 8 de febrero se sublevaron tres batallones en San Cristóbal, Ciudadela y Ferrerías. Poco después se organizó desde Mallorca la invasión de la isla mientras aviones italianos bombardeaban Mahón. Ante este escenario González de Ubieta reunió a tres de sus colaboradores - Redondo, Izquierdo y el Jefe de E. M. de Marina - y les comunicó que el enviado franquista le había ofrecido una rendición honrosa para evitar el derramamiento de sangre. Sin embargo, el pánico se desató en la población civil que trató de abordar el navío inglés. Ante esta situación, el comandante Muirhead-Gould decidió lanzar las escaleras y logró rescatar a 600 republicanos, 150 mujeres y un número indeterminado de niños.

### Exilio
Tras la rendición de Menorca embarcó en el propio Devonshire que lo llevó a Francia. Se instaló en París, como gran parte de los exiliados republicanos, y permaneció ahí hasta la invasión alemana, pasando entonces a México y de ahí a Venezuela. Murió al mando de un buque mercante de bandera panameña, el Chiriquí, que no quiso abandonar al naufragar en la desembocadura del río Magdalena en Barranquilla, Colombia, el 30 de diciembre de 1950.